# 神田（交通局前）停留場
神田（交通局前）停留場（しんでん（こうつうきょくまえ）ていりゅうじょう）は、鹿児島県鹿児島市上荒田町にある鹿児島市電唐湊線の停留場。使用する系統は鹿児島市電2系統のみである。

## 歴史

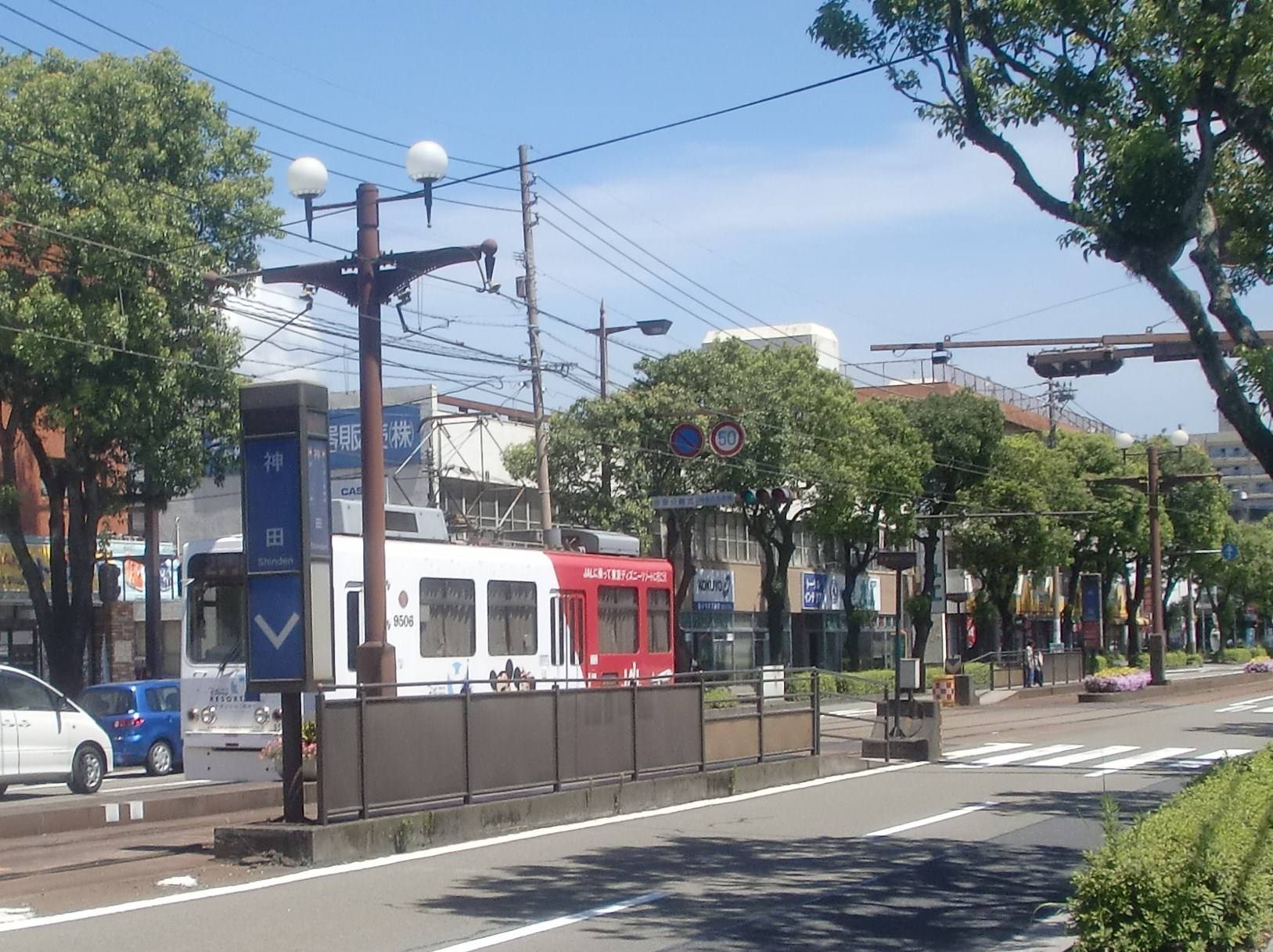
神田停留場時代

- 1952年（昭和27年）6月1日：鹿児島市交通課により唐湊停留場として設置される。
- 1957年（昭和32年）3月29日：唐湊停留場開業に伴い、神田停留場へ改称。
- 2015年（平成27年）5月1日：鹿児島市交通局の移転により神田（交通局前）停留場へ改称[1]。

## 構造
- 2線2面のホーム。地上駅。
- 両のりばとも車椅子及び電動車椅子の使用はホーム幅が規定に足りないため不可。
- 無人駅で、乗車券などの販売は行っていない。

### のりば
- 2系統 - 郡元方面
- 2系統 - 鹿児島中央駅前、天文館、鹿児島駅前方面

## 利用状況
| 年度   | 1日平均 乗降人員 |
| ------ | ---------------- |
| 2011年 | 348              |
| 2012年 | 356              |
| 2013年 | 367              |
| 2014年 | 379              |
| 2015年 | 554              |

## 周辺
- 鹿児島市交通局局舎
- JR九州鹿児島車両センター（鹿カコ）

## 隣の停留場
鹿児島市交通局
鹿児島市電2系統
市立病院前停留場 - 神田（交通局前）停留場 - 唐湊停留場